# Hybridization probe
Trong sinh học phân tử, hybridization probe (HP, còn có tên gọi khác là đoạn dò) là một sợi acid nucleic (hoặc acid ribonucleic) có trình tự xác định và được đánh dấu bằng các phương pháp khác nhau dùng để nhận diện các đoạn nucleic acid khác có trình tự bổ sung với nó. Quá trình này dựa trên nguyên tắc biến tính và hồi tính của phân tử DNA, được gọi là lai phân tử DNA. Các phương pháp cổ điển có sử dụng probe là Northern Blot (nhận diện bản RNA phiên mã), Southern Blot (nhận diện các phiên bản của gene). Công nghệ DNA chip và cDNA micro-arrays được thiết kế cùng trên nguyên tắc sử dụng các hybridization probe của các phương pháp lai phân tử nhưng cho phép nghiên cứu đồng loạt hàng nghìn gene khác nhau.

## Đặc tính của hybridization probe
Về mặt bản chất, hybridization probe là một sợi đơn oligonucleotide (có chiều dài từ 30 đến 100 nucleotide) nên có khả năng tạo liên kết hydro với những đoạn DNA có trình tự bổ sung với HP. Tính đặc trưng của HP phụ thuộc vào trình tự nucleotide của nó, thông thường được kiểm tra bằng cách BLAST trình tự này trên genebank. Nhiệt độ biến tính (Tm) của HP phụ thuộc số lượng và thành phần purin và pyrimidine của HP từ đó quyết định nhiệt độ lai thích hợp trong các thí nghiệm lai phân tử.

## Cách thiết kế hybridization probe
Hybridization probe có thể được thiết kế dựa trên những trình tự có sẵn tuỳ vào mục đích của từng thí nghiệm và các thông tin đã có.
- Dựa trên trình tự genome của đối tượng nghiên cứu để nhận diện các bản sao của gene hoặc sản phẩm RNA của gene
- Dựa trên trình tự genome của các sinh vật có quan hệ gần gũi với đối tượng nghiên cứu nhằm tìm kiếm gene chức năng được bảo tồn qua tiến hoá
- Dựa trên trình tự amino acid của protein là sản phẩm của gene. Từ đó tìm kiếm trình tự trọn vẹn của gene mã hoá cho protein đó trên genome

Trong quá trình thiết kế cần bảo đảm 1) tính đặc trưng của HP, 2) không có hiện tượng lai chéo các HP hoặc tạo cấu trúc không gian nội tại trong HP, 3) giá trị nhiệt biến tính (Tm) phải phù hợp khi thực hiện phép lai nhiều HP một lúc.

## Các phương pháp đánh dấu hybridization probe
Tuỳ mục đích nghiên cứu mà người ta có thể lựa chọn đánh dấu HP bằng đồng vị phóng xạ (thường là 32P, 33P) hoặc chất huỳnh quang.

### Sách
1. Lander, E. S., Array of hope, Nature Genetics, 21:3–4, 1999.
2. Lockhart, D.J., Dong, H., Byrne, M.C., Follettie, M.T., Gallo, M.V., Chee, M.S., Mittmann, M., Wang, C., Kobayashi, M., Horton, H., and Brown, E.L., Expression monitoring by hybridization to high-density oligonucleotide arrays, Nature Biotechnology, 14:1675–1680, 1996.
3. Mitsuhashi, M., Cooper, A., Ogura, M., Shinagawa, T., Yano, K., and Hosokawa, T., Oligonucleotide probe design - a new approach, Nature, 367:759–761, 1994.